# 아키타 내륙 종관 철도 아키타 내륙선
아키타 내륙선(일본어: 秋田内陸線, あきたないりくせん 아키타나이리쿠센[*])은 아키타 내륙 종관 철도의 유일한 철도 노선이다. 일본 아키타현 기타아키타시에 있는 다카노스역과 센보쿠시에 있는 가쿠노다테역을 잇는다.

## 노선 정보
- 노선 거리: 94.2 km
- 궤간: 1,067mm(협궤)
- 역 수: 29
- 복선 구간: 없음, 전 구간 단선임.
- 전철화 구간: 없음
- 차단 장치: 특수 자동 차당식

## 역사
이 노선의 전신은 '개정 철도 부설법' 별표 제 13호에 있는 '아키타현 다카노스에서 아니아이를 거쳐 가쿠노다테에 이르는 철도'(秋田県鷹ノ巣ヨリ阿仁合ヲ経テ角館ニ至ル鉄道)였다. 일본 3대 구리 광산 중 하나인 아니광산에서 나오는 광물을 수송하기 위해 다카노스 쪽에서부터 건설이 진행되었고, 1934년에 '아니아이 선'(阿仁合線)이라는 이름으로 다카노스 ~ 요나이자와 구간이 개통되었고, 1936년에는 아니아이까지 연장되었다.
제 2차 세계대전 후인 1963년에는 아니아이 선이 히타치나이까지 연장되었고, 가쿠노다테 측에서는 1971년에 '가쿠노다테 선'(角館線)이라는 이름으로 가쿠노다테 ~ 마쓰바 구간이 개통되었고, 남은 구간도 건설이 진행되었지만, '일본국유철도 경영재건촉진 특별조치법'(日本国有鉄道経営再建促進特別措置法)의 시행으로 가쿠노다테 선은 1981년에 제 1차 특정 지방 교통선,으로, 아니아이선은 1984년에 제 2차 특정 지방 교통선으로 지정되어, 건설 중인 구간도 공사 진행이 동결되었다.
이에 현지에서는 아니아이 선, 가쿠노다테 선과 건설 중이었던 구간을 이어서 직결할 수 있도록 1984년에 '아키타 내륙 종관 철도'라는 회사를 설립하고, 、1986년에는 이미 개통했던 아니아이 선과 가쿠노다테 선을 넘겨받아 각각 '아키타 내륙 북선'(秋田内陸北線), '아키타 내륙 남선'(秋田内陸南線)이라는 이름으로 잠정 개통되었고, 1989년에는 미개통 구간이 개통되면서 아키타 내륙선이 완성되었다.

### 일본국유철도시대

#### 아니아이 선
- 1934년 12월 10일 : 아니아이 선 다카노스 - 요나이자와 (15.1km) 개통. 우고카미오노 역(羽後上大野駅), 요나이자와 역 2개 역 개업.
- 1935년 11월 15일 : 요나이자와 - 아니마에다 (10.2km) 개통. 가쓰라세 역, 아니마에다 역 2개 역 개업.
- 1936년 9월 25일 : 아니마에다 - 아니아이 (7.8km) 개통. 고부치역, 아니아이 역 2개 역 개업
- 1956년 4월 1일 : 우고카미오노 역이 아이카와 역으로 개칭
- 1963년 10월 15일 : 아니아이 - 히타치나이 (13.0km) 개통. 아라세 역, 가야쿠사 역, 오카시나이 역, 이와노메 역, 히타치나이 역 5개 역 개업.
- 동년 12월 10일 : 오가타역, 마에다미나미 역 2개 역 개업.
- 1965년 4월 20일 : 오노다이 역 개업.
- 동년 11월 21일 : 가미스기역 개업.
- 1981년 3월 10일 : 아니아이 - 요나이자와 간 화물 영업 폐지.
- 1982년 11월 15일 : 다카노스 - 아니아이 간 화물 영업 폐지.
- 1984년 6월 22일 : 폐선.

#### 가쿠노다테 선
- 1971년 11월 1일 : 가쿠노다테 선 가쿠노다테 - 마쓰바 (19.2km) 개통. 우고오타 역, 사이묘지 역, 야쓰역, 우고나가토로 역, 마쓰바 역 5개 역 개업.
- 1981년 9월 11일 : 폐선.

### 아키타 내륙 종관 철도 이관 후
- 1986년 11월 1일 : 일본국유철도 아니아이 선 (46.1km), 가쿠노다테 선 (19.2km)이 폐지되고 각각 아키타 내륙 종관 철도 아키타 내륙 북선, 아키타 내륙 남선이라는 이름으로 부활하였다. 동시에 아키타 내륙선 측의 다카노스 역의 표기가 鷹ノ巣에서 鷹巣로 변경되었다.
- 1989년 4월 1일 : 히타치나이 - 마쓰바 (29.0km) 개통과 동시에 아키타 내륙 북선의 명칭이 '아키타 내륙선'으로 변경되었다.(아키타 내륙 남선은 북선에 편입되는 형태로 일체화). 니시타카노스 역, 오쿠아니 역, 아니마타기 역, 도자와 역, 가미히노키나이 역, 사도리 역, 우고나카자토 역 7개 역 개업. 급행 '모리요시'(もりよし) 하루 2왕복 운행 개시.
- 2001년 12월 1일 : 급행 모리요시가 하루 1왕복으로 감축.
- 2005년 12월 10일 : 급행 모리요시 다카노스 → 가쿠노다테 1편 증편.
- 2007년 3월 18일 : 다카노스 - 아니아이 간 조조·심야 1왕복 폐지.
- 2008년 3월 15일 : 막차 운행 시간을 10분 정도 늦춤.
- 2012년 1월 27일 : 노선 애칭이 '아키타♥미인 라인'(あきた♥美人ライン)으로 결정.
- 동년 3월 17일 : 가미히노키나이 역이 급행 모리요시의 정차역에 추가되었다.

## 운행 형태
1~2시간 간격으로 열차가 운행되고 있으며 급행열차인 '모리요시'도 운행되고 있다.

## 차량

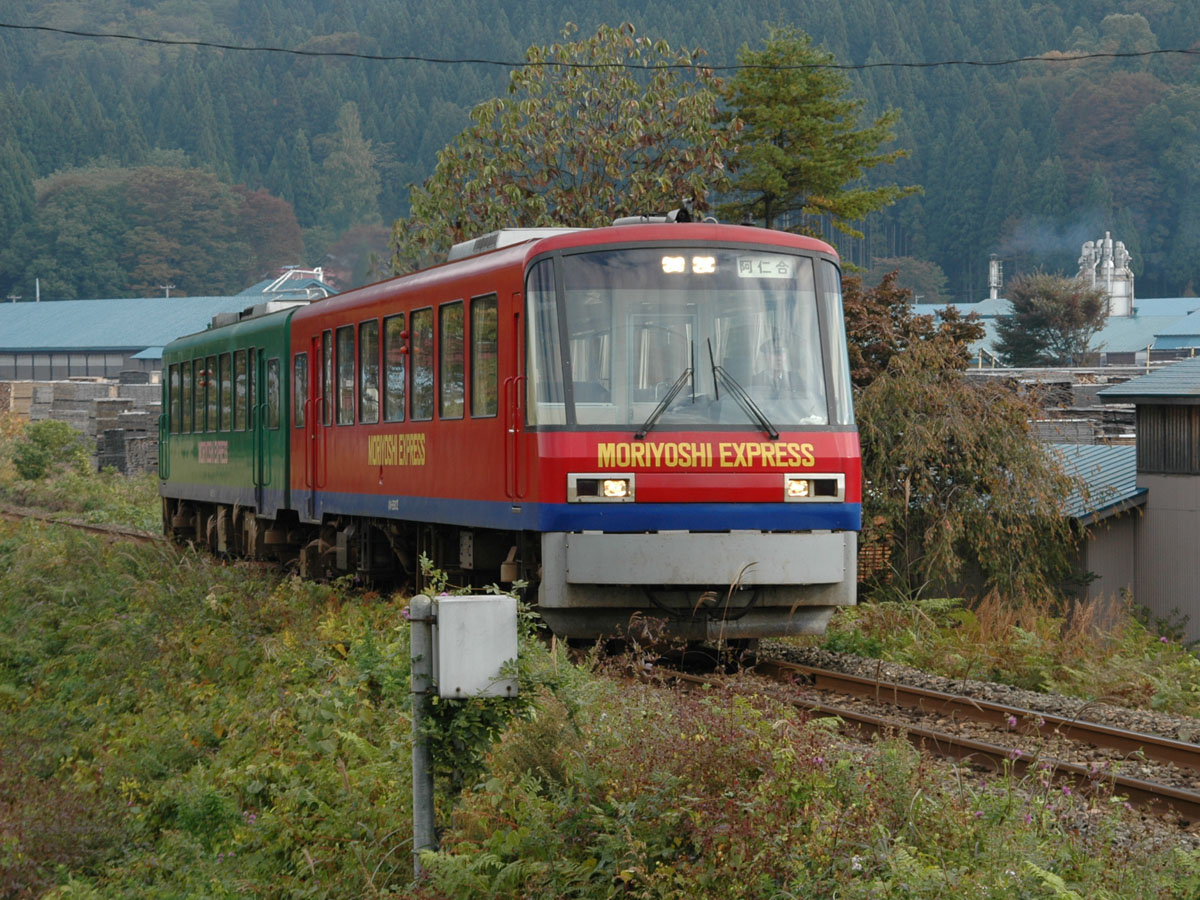
AN8800계
- AN8900계
- AN2000계

- AN8900계

## 역 목록
| 역 이름        | 일본어 이름 | 거리 (km) | 접속 노선 | 소재지   | 소재지                     |
| -------------- | ----------- | --------- | --------- | -------- | -------------------------- |
| 다카노스       | 鷹巣        | 0.0       | 오우 본선 | 아키타현 | 기타아키타시               |
| 니시다카노스   | 西鷹巣      | 1.3       |           | 아키타현 | 기타아키타시               |
| 오가타         | 小ヶ田      | 3.7       |           | 아키타현 | 기타아키타시               |
| 오노다이       | 大野台      | 6.1       |           | 아키타현 | 기타아키타시               |
| 아이카와       | 合川        | 9.7       |           | 아키타현 | 기타아키타시               |
| 가미스기       | 上杉        | 12.1      |           | 아키타현 | 기타아키타시               |
| 요나이자와     | 米内沢      | 15.0      |           | 아키타현 | 기타아키타시               |
| 가쓰라세       | 桂瀬        | 20.5      |           | 아키타현 | 기타아키타시               |
| 아니마에다     | 阿仁前田    | 25.2      |           | 아키타현 | 기타아키타시               |
| 마에다미나미   | 前田南      | 27.1      |           | 아키타현 | 기타아키타시               |
| 고부치         | 小渕        | 29.1      |           | 아키타현 | 기타아키타시               |
| 아니아이       | 阿仁合      | 33.0      |           | 아키타현 | 기타아키타시               |
| 아라세         | 荒瀬        | 35.4      |           | 아키타현 | 기타아키타시               |
| 가야쿠사       | 萱草        | 38.1      |           | 아키타현 | 기타아키타시               |
| 오카사나이     | 笑内        | 40.9      |           | 아키타현 | 기타아키타시               |
| 이와노메       | 岩野目      | 43.3      |           | 아키타현 | 기타아키타시               |
| 히타치나이     | 比立内      | 46.0      |           | 아키타현 | 기타아키타시               |
| 오쿠아니       | 奥阿仁      | 49.7      |           | 아키타현 | 기타아키타시               |
| 아니마타기     | 阿仁マタギ  | 52.3      |           | 아키타현 | 기타아키타시               |
| 도자와         | 戸沢        | 61.2      | 센보쿠시  | 아키타현 |                            |
| 가미히노키나이 | 上桧木内    | 65.9      | 센보쿠시  | 아키타현 |                            |
| 사도리         | 左通        | 67.7      | 센보쿠시  | 아키타현 |                            |
| 우고나카자토   | 羽後中里    | 71.7      | 센보쿠시  | 아키타현 |                            |
| 마쓰바         | 松葉        | 75.0      | 센보쿠시  | 아키타현 |                            |
| 우고나가토로   | 羽後長戸呂  | 77.9      | 센보쿠시  | 아키타현 |                            |
| 야쓰           | 八津        | 82.9      | 센보쿠시  | 아키타현 |                            |
| 사이묘지       | 西明寺      | 86.9      | 센보쿠시  | 아키타현 |                            |
| 우고오타       | 羽後太田    | 89.9      | 센보쿠시  | 아키타현 |                            |
| 가쿠노다테     | 角館        | 94.2      | 센보쿠시  | 아키타현 | 다자와코 선(아키타 신칸센) |

## 같이 보기
- 일본의 철도 회사 목록